# Arkivportalen
Arkivportalen er en norsk søgetjeneste på tværs af de enkelte arkivinstitutioners egne kataloger. På Arkivportalen findes information om hvilke historiske arkiver og dokumenter som befinder sig i det meste af arkiverne som findes i Norge.
Løsningen blev etableret i 2010, antallet af kataloger fra de indblandede institutioner er ikke komplet.